# Gabriele Mörk
Gabriele Mörk (* 10. Jänner 1962 in Wien) ist eine österreichische Politikerin (SPÖ). Von Jänner 2007 bis Juni 2025 war sie Abgeordnete zum Landtag und Mitglied des Wiener Gemeinderats und von 2005 bis 2007 Mitglied des Bundesrates.

## Ausbildung und Beruf
Gabriele Mörk besuchte zwischen 1968 und 1972 die Volksschule und danach bis 1976 ein Bundesrealgymnasium. Sie wechselte danach an eine Höhere Bundeslehranstalt für wirtschaftliche Berufe, wo sie 1981 maturierte. Nach der Matura wurde Mörk als Verwaltungsbeamtin bei der Gemeinde Wien eingestellt. Sie arbeitete zunächst bis 1986 am Sozialamt der Stadt Wien und besuchte von 1984 bis 1987 die Akademie für Sozialarbeit für Berufstätige. 1986 wechselte sie ans Amt für Wohnungswesen (MA 50 bzw. Wiener Wohnen), wo sie von 1993 bis 2003 Leiterin der Sozialen Wohnungsvergabe bei Wiener Wohnen war. Seit 2003 ist sie Leiterin der Sozialen Wohnungsvergabe und Wohnungskommission der MA 50. 1999 wurde ihr der Titel einer Amtsrätin verliehen, seit August 2005 ist Mörk Oberamtsrätin.

## Politik
Gabriele Mörk ist seit 1990 Mitglied des Bezirks-Frauenkomitees in Meidling und seit 1992 Stellvertretende Bezirksfrauenvorsitzende. Von 1992 bis 2005 war sie Bezirksrätin in Meidling und 2001 bis 2005 Bezirksparteivorsitzender-Stellvertreterin. Sie wurde am 18. November 2005 in den Bundesrat gewählt, dem sie bis zum 24. Jänner 2007 angehörte. Ab dem 25. Jänner 2007 vertrat sie die SPÖ im Wiener Landtag und Gemeinderat. Sie war in dessen 18. Gesetzgebungsperiode Mitglied im Ausschuss „Gesundheit und Soziales“. Von 2003 bis 2015 war Mörk auch SeniorInnenbeauftragte in Meidling.